# イオンペット

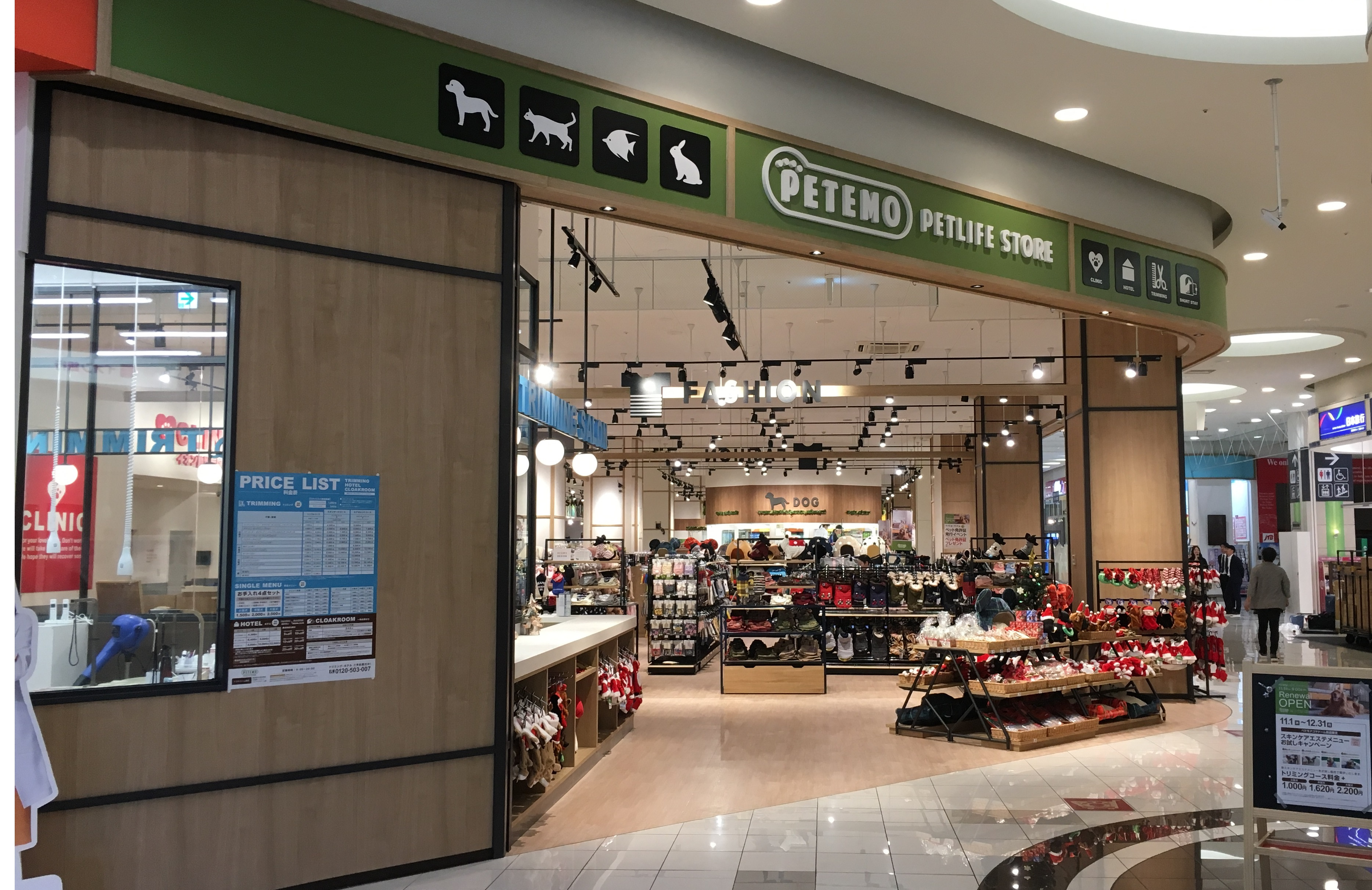
PETEMOナゴヤドーム前

イオンペット株式会社（英: Aeonpet.Co.LTD.）は、総合ペットショップ・動物病院・トリミングの運営やペットフード・用品の販売を行うイオングループの企業。

## 概要
主に、イオングループが運営するショッピングセンター内もしくはその隣地のペットショップ事業、動物病院やペットホテル事業を行う企業である。

## 沿革
- 1998年7月10日 - イオン株式会社の100%出資によりペットシティ株式会社が設立。
- 2008年10月 - 埼玉県越谷市のイオンレイクタウン内に犬猫のファッションや健康を考慮した商品に特化した専門店「pecos（ペコス）」を開業。
- 2012年2月21日 - AHBインターナショナル株式会社と合併し、現在のイオンペット株式会社へ改称。国内最大規模のペット専門店企業となる。店舗ブランドが一部を除き「イオンペット」に、動物病院を「イオン動物病院」へ順次改められる。
- 2013年
  - 4月26日 - 「イオンペットWAON」の発行を開始。当初は通常の電子マネーWAONと同じ扱いだったが、2014年3月より「イオンペットメンバーズカード」の機能が統合される。
  - 12月 - 千葉県千葉市のイオンモール幕張新都心のペットモール内に「pecos幕張新都心店」を開業。
- 2015年10月 - 新ブランド「PeTeMo（ペテモ）」の展開を開始。公式Ｗｅｂショップサイト「イオンペットオンライン」開設。
- 2016年2月 - イオンペットファンサイト「なかよしダイアリー」開設。
- 2016年3月 - 会員誌「ＰｅＴｅＭｏ」マガジン創刊号発行。
- 2018年10月31日 - この日リニューアルオープンしたナゴヤドーム前店で全て大文字表記の「PETEMO」に表記変更。以降、既存の「イオンペット」から2代目ロゴとなった「PETEMO」へのブランド変更を伴うリニューアルが行われている。
- 2021年7月9日 - PETEMOオンラインストアがオープン[2]。
- 2022年6月20日 - 「ひがし東京夜間救急動物医療センター」を展開する、株式会社東京イースト獣医協会動物医療センターの全株式を取得し子会社化[3]。